# Danilo dos Santos de Oliveira
Danilo dos Santos de Oliveira, noto semplicemente come Danilo (Salvador, 29 aprile 2001), è un calciatore brasiliano, centrocampista del Botafogo.

## Caratteristiche tecniche
È un centrocampista centrale di piede mancino.

## Carriera

### Club

#### Gli inizi
Nato a Salvador, nello stato di Bahia, Danilo muove i primi passi nel settore giovanile del Bahia dove non rimane a lungo prima di essere svincolato. Nel 2017, all'età di 16 anni, dopo un breve periodo nella Jacuipense, viene acquistato dal PFC Cajazeiras attraverso un progetto sociale. Dalle giovanili arriva a fare l'esordio in Prima Squadra con il 5 maggio 2018, all'età di 17 anni, nella sconfitta nel campeonato Baiano Segunda Divisão per 4-0 contro il Conquista.

#### Palmeiras
Nel 2018 viene ceduto in prestito al Palmeiras dove ha trascorso due stagioni nelle giovanili tra le file dell'Under-17 e l'Under-20. Viene acquistato a titolo definitivo e quindi aggregato alla prima squadra nel 2020, alla ripresa delle competizioni dopo lo stop dovuto alla pandemia di COVID-19. Ha debuttato fra i professionisti il 6 settembre subentrando a Patrick de Paula a 10 minuti dalla fine dell'incontro del Brasileirão vinto 2-1 contro il Bragantino. Quattro giorni più tardi ha firmato il primo contratto professionistico con il club paulista fino al 2025 e la settimana seguente ha esordito anche in Coppa Libertadores giocando la trasferta della fase a gironi vinta 2-1 contro il Bolívar.
Con la squadra brasiliana raccoglie in totale 141 presenze e 12 reti che gli hanno permesso di vincere un campionato brasiliano, un campionato Paulista, due Coppa Libertadores nel 2020 e nel 2021, una Recopa Sudamericana ed una Coppa del Brasile.

#### Nottingham Forest
Il 16 gennaio 2023 viene acquistato dal Nottingham Forest, con cui sottoscrive un contratto di sei anni e mezzo.

## Statistiche

### Presenze e reti nei club
Statistiche aggiornate al 22 maggio 2024.
| Stagione                 | Squadra                  | Campionato               | Campionato | Campionato | Coppe nazionali | Coppe nazionali | Coppe nazionali | Coppe continentali | Coppe continentali | Coppe continentali | Altre coppe | Altre coppe | Altre coppe | Totale | Totale | Totale |
| Stagione                 | Squadra                  | Comp                     | Pres       | Reti       | Comp            | Pres            | Reti            | Comp               | Pres               | Reti               | Comp        | Pres        | Reti        | Pres   | Reti   |        |
| ------------------------ | ------------------------ | ------------------------ | ---------- | ---------- | --------------- | --------------- | --------------- | ------------------ | ------------------ | ------------------ | ----------- | ----------- | ----------- | ------ | ------ | ------ |
| 2018                     | PFC Cajazeiras           | CB+CB/2ª Div.            | 0+1        | 0          | -               | -               | -               | -                  | -                  | -                  | -           | -           | -           | 1      | 0      |        |
| 2020                     | Palmeiras                | A1/SP+A                  | 0+18       | 0          | CB              | 5               | 0               | CL                 | 11                 | 1                  | CdM         | 2           | 0           | 36     | 1      |        |
| 2021                     | Palmeiras                | A1/SP+A                  | 9+22       | 1+2        | CB              | 0               | 0               | CL                 | 13                 | 1                  | SB+RS+CdM   | 1+2+2       | 0           | 49     | 4      |        |
| 2022                     | Palmeiras                | A1/SP+A                  | 9+34       | 2+1        | CB              | 3               | 1               | CL                 | 8                  | 2                  | RS          | 2           | 1           | 56     | 7      |        |
| Totale Palmeiras         | Totale Palmeiras         | Totale Palmeiras         | 92         | 6          |                 | 8               | 1               |                    | 32                 | 4                  |             | 9           | 1           | 141    | 12     |        |
| gen.-giu. 2023           | Nottingham Forest        | PL                       | 13         | 3          | FACup+CdL       | 0+2             | 0+0             | -                  | -                  | -                  | -           | -           | -           | 15     | 3      |        |
| 2023-2024                | Nottingham Forest        | PL                       | 29         | 2          | FACup+CdL       | 5+0             | 1+0             | -                  | -                  | -                  | -           | -           | -           | 34     | 3      |        |
| 2024-2025                | Nottingham Forest        | PL                       | 8          | 0          | FACup+CdL       | 5+0             | 0+0             | -                  | -                  | -                  | -           | -           | -           | 13     | 0      |        |
| Totale Nottingham Forest | Totale Nottingham Forest | Totale Nottingham Forest | 50         | 5          |                 | 12              | 1               |                    | -                  | -                  |             | -           | -           | 62     | 6      |        |
| Totale carriera          | Totale carriera          | Totale carriera          | 143        | 11         |                 | 20              | 2               |                    | 32                 | 4                  |             | 9           | 1           | 204    | 18     |        |

## Palmarès

### Club

#### Competizioni statali
- Campionato paulista: 1

Palmeiras: 2022

#### Competizioni nazionali
- Coppa del Brasile: 1

Palmeiras: 2020
- Campionato brasiliano: 1

Palmeiras: 2022

#### Competizioni internazionali
- Coppa Libertadores: 2

Palmeiras: 2020, 2021
- Recopa Sudamericana: 1

Palmeiras 2022

### Individuali
- Pallone di bronzo della Coppa del mondo per club: 1

2021